# Contea di Buena Vista
La contea di Buena Vista (in inglese Buena Vista County) è una contea dello Stato dell'Iowa, negli Stati Uniti. La popolazione al censimento del 2000 era di 20 411 abitanti. Il capoluogo della contea è Storm Lake.

## Comunità e località
La contea di Buena Vista comprende dieci città e sedici township:

### Città
- Albert City
- Alta
- Lakeside
- Linn Grove
- Marathon
- Newell
- Rembrandt
- Sioux Rapids
- Storm Lake
- Truesdale

### Township
- Barnes
- Brooke
- Coon
- Elk
- Fairfield
- Grant
- Hayes
- Lee
- Lincoln
- Maple Valley
- Newell
- Nokomis
- Poland
- Providence
- Scott
- Washington